# Nadżd

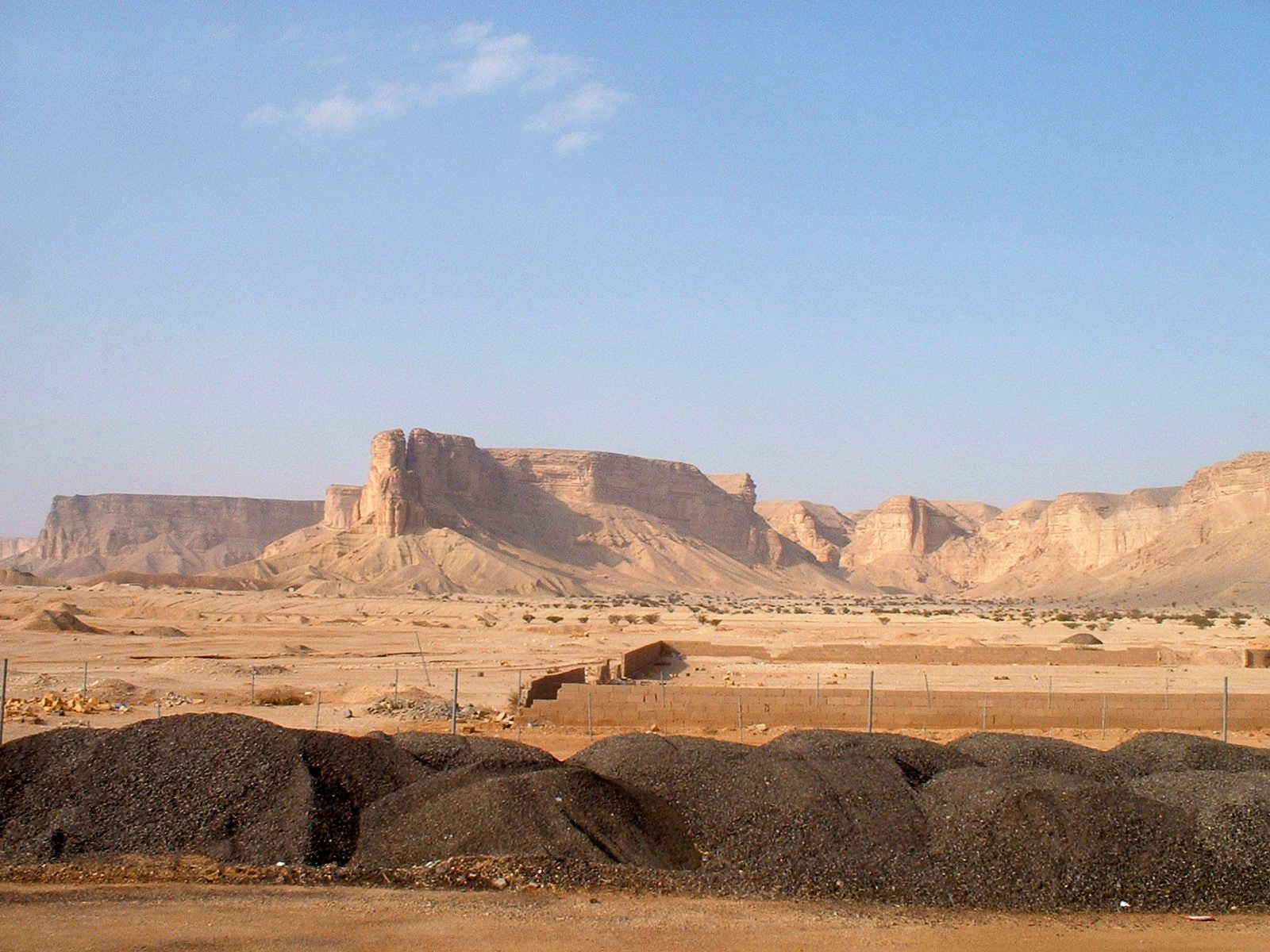
Dżabal Tuwajk

Nadżd (arab. ‏نجد‎, Naǧd) – kraina historyczna i region geograficzny, obejmująca swym zasięgiem środkową część Arabii Saudyjskiej, leży na pustynnym płaskowyżu (średnia wysokość 610–914 m n.p.m.) podzielonym pasmami gór Dżabal Tuwajk i Dżabal Szammar. Główne miasta to: Rijad – stolica Arabii Saudyjskiej, Ha’il i Burajda.

## Geografia
Nadżd zajmuje środkową część Arabii Saudyjskiej. Jest to pustynny płaskowyż (średnia wysokość 610–914 m n.p.m. – od ok. 1500 m na zachodzie do ok. 600 m na wschodzie), opadający z zachodu na wschód, ograniczony od zachodu masywem gór zrębowych Dżabal al-Hidżaz a od północy, wschodu i południa pustyniami piaszczystymi: Wielkim Nefudem, Małym Nefudem i Ar-Rab al-Chali. Nadżd podzielony jest pasmami gór Dżabal Tuwajk, Dżabal Szammar i Al-Dżubajl i pocięty siecią suchych dolin wadi. Nie ma tu rzek stałych.
Region jest słabo zaludniony, ludność skupia się w oazach wzdłuż przecinającego region pasma Dżabal Tuwajk i płaskowyżu Al-Uruma, m.in. w Al-Chardż, Al-Kasim i Dżabal Szammar. Koczowniczo hodowane są owce, kozy, wielbłądy i konie. W oazach uprawiana jest pszenica, jęczmień, sorgo, palmy daktylowej i drzewa cytrusowe.
Główne miasta na płaskowyżu to: Rijad – stolica Arabii Saudyjskiej, Ha’il i Burajda.

## Historia
Do połowy XVIII w. Nadżd pozostawał w strefach wpływu rywalizujących ze sobą plemion. Następnie stał się kolebką wahhabizmu – radykalnego, reformatorskiego prądu islamu sunnickiego stworzonego przez Muhammada ibn Abd al-Wahhaba (1703–1792). Abd al-Wahhab zaczął nauczać ok. 1740 roku w oazie Hurajmila a w 1744 roku przybył do miasta Ad-Dirijja, gdzie znalazł wsparcie emira Muhammada ibn Su’uda – założyciela dynastii Saudów i pierwszego państwa wahhabitów w Nadżdzie. Odtąd wahhabizm był ściśle związany z polityczną działalnością Saudów. Pod koniec XVIII w. Saudowie wraz z wahhabitami podporządkowali sobie cały obszar Nadżdu, najechali święte miasto szyitów – Karbalę oraz zajęli Mekkę i Medynę w zachodniej Arabii. Osmanowie położyli kres pierwszemu państwu wahhabitów w 1818 roku.
Wahhabizm odżył w okresie drugiego państwa saudyjskiego za panowania Fajsala (1785–1865) i umocnił się po utworzeniu przez Abd al-Aziza ibn Su’uda (1880–1953) Arabii Saudyjskiej.